# Дадаизам
Дадаизам (дада), међународни покрет у умјетности, око 1915–1922, који карактерише дух револта против традиционалне умјетности и традиционалних вриједности културе и друштва. Прво се појавио у двије земље које су биле неутралне током Првог свјетског рата (Швајцарској и Сједињеним Државама), а пред крај рата се проширио на Њемачку, а потом и на друге земље.
Остаје упитно у којој мјери се дадаизму може приписати свеукупна кохерентност. Узео је у обзир низ контрадикторних идеологија, укључујући нихилизам, индивидуалистички анархизам и комунизам. Покрет је уједињивало више оно што су његови чланови одбацивали него оно у шта су вјеровали, али све дадаистичке манифестације произашле су из расположења разочарања у друштво које је рат само увећао. Једна од његових главних мета за напад био је институционализовани свијет умјетности, са својим буржујским идејама укуса и бригом за тржишне вриједности. 
Дадаисти су намјерно пустили низ воду прихваћене стандарде љепоте истичући улогу случајности у умјетничком стваралаштву. Ратни покољ без преседана навео их је да доведу у питање вриједности друштва које их је створило и да их сматрају морално пропалим. Њихов одговор је био да иду до крајности у скандалу и провокацији како би шокирали људе и извели их из „корумпираног самозадовољства”. Групна активност је сматрана важнијом од појединачних радова, а традиционални медији попут сликарства и вајарства су углавном напуштени у корист антиумјетничкиих техника и оруђа као што су колаж, фотомонтажа, нађени предмет свакодневнице и редимејд, у којима није било бриге о финим материјалима или занатству. Иако су презирали умјетност прошлости, дадаистички методи и манифести – посебно технике бијеса и провокације – много су дуговали футуризму; међутим, дадаистички нихилизам се веома разликовао од милитантног оптимизма футуризма. Марсел Јанко је поводом тога написао: „Изгубили смо наду да ће умјетност једног дана заузети своје праведно мјесто у нашем друштву. Били смо ван себе од бијеса и туге због патњи и понижења човјечанства.”
Дада је један од првих модерних глобалних умјетничких покрета 20. вијека, који преноси умјетнички израз у провокативно дјеловање. Дадаисти су отворено антибуржујски настројени, дају предност нерационалном над рационалним и декларишу се као анархисти. Изражавају се у више различитих умјетничких дисциплина негирајући у исто вријеме сам концепт умјетности. Резултат свога дјеловања директно сврставају у контекст антиумјетности.
Појам „дада“ (dadá) долази од француске ријечи, која у преводу значи „дрвени коњић“. Само име је настало у Цириху, 1916. године, када су Рихард Хулсенбек (Richard Huelsenbeck) и Уго Бал (Hugo Ball), тражећи име за своје позориште у Цириху, процесом случајног отварања француско-њемачког рјечника, дошли до њега.
Разочарење посљедицама које доноси Први светски рат, довело је до настанка овог покрета, чији су принципи јасно усмјерени против устоличења у културном, политичком и јавном животу. Контрадикторност између животне праксе и традиционалне умјетности у којој влада „хармонија и љепота“, а која је по умјетницима групе неподношљива, доводи до њеног омаловажавања.
Дадаисти истражују нове начине изражавања у новонасталој ситуацији користећи се сатиром и иронијом као умјетничким изразом, протестујући, шокирајући и скандализујући публику. Све оно апсурдно и безвриједно у стварности добија ново значење у умјетничком изразу дадаиста, почев од рушења традиционалних умјетничких форми, рикања, фонетске поезије, музичке буке и ремонтаже поломљених предмета из свакодневног живота. Тиме се уноси појам хаоса као пут за ревитализацију устоличеног умјетничког израза.
Покрет из Цириха се убрзо шири на све тадашње умјетничке центре, Париз, Келн, Берлин и Њујорк.
Главни представници и оснивачи у Цириху су: Ханс Арп, Тристан Цара (Tristan Tzara), Уго Бал, Рихард Хулсенбек и Марсел Јанко (Marcel Janko).
У Берлину су то Раул Хаусман (Rauol Hausmann), Јоханес Бадер (Johannes Baader), Георг Грос (George Grosz) и Џон Хирфилд (John Hearfield).
Долазећи из Цириха, 1919. године, Ханс Арп и Макс Ернст (Max Ernst) оснивају дадаистичку групу у Келну. Годину дана касније изложбу коју ти умјетници организују затвара полиција наводећи као разлог непримјерено понашање.
Курт Швитерс из Хановера, започиње један нови покрет, „Мерц“. Име долази од Комерцбанке (Commerzbank, Комерцијална банка). Швитерс реализује своје слике-мерц, кроз субјективни поетски израз, користећи тривијалне, одбачене и безвриједне предмете.
У Паризу и Њујорку се спајају дух покрета дада и новонастајући надреализам а заслужни су: Марсел Дишан, Макс Ернст, Ман Реј (Man Ray) и Франсис Пикабија.

## Преглед
Дадаизам је био неформални међународни покрет, са учесницима у Европи и Северној Америци. Почетци дадаизма кореспондирају са избијањем Првог светског рата. За многе учеснике, покрет је био протест против буржоаских националистичких и колонијалистичких интереса, за које су многи дадаисти веровали да су основни узрок рата, и против културног и интелектуалног конформизма - у уметности и шире у друштву - што је одговарало рату.
Авангардни кругови изван Француске знали су за предратне париске развоје. Оно су видели (или учествовали у) кубистичким изложбама одржаваним у Галерији Далмау, Барселона (1912), Галерие Дер штурм у Берлину (1912), Армори шоу у Њујорку (1913), СВУ Манес у Прагу (1914), неколико Џек од дијаманата изложби у Москви, и Де Модерн Кунсткринг, Амстердам (између 1911. и 1915). Футуризам се развио као одговор на радове различитих уметника. Дадаизам је након тога комбиновао ове приступе.
Многи дадаисти су веровали да су 'разлог' и 'логика' буржоаског капиталистичког друштва довели до рата. Они су изражавали своје одбацивање те идеологије у уметничком изразу који је настојао да одбаци ту логику, и прихватио хаос и ирационалност. На пример, Георг Грос се касније присећао да је његова дадаистичка уметност била замишљена као протест „против овог света узајамног уништења”.
Према Хансу Рихтеру, „дадаизам није био уметност: то је била „антиуметност”. Дадаизам је представљао супротност свему чему што је уметност заступала. Тамо где се уметност бавила традиционалном естетиком, дадаизам је игнорисао естетику. Ако би уметност настојала да услиши сензибилитете, дадаизам је намеравао да увреди.
Као што се Хјуго Бол изразио, „за нас уметност није циљ сама по себи ... већ је прилика за истинску перцепцију и критику времена у коме живимо.”

## Дадаисти
- Гијом Аполинер — Француска
- Ханс (Жан) Арп — Швајцарска, Француска и Њемачка
- Жак Ваше — Француска
- Хуго Бал — Швајцарска
- Јоханес Бадер — Њемачка
- Артур Краван — САД
- Жан Кроти — Француска
- Тео ван Дусбург — Холандија
- Марсел Дишан — Француска и САД
- Макс Ернст — Њемачка
- Раул Хаусман — Њемачка
- Еми Хенингс — Швајцарска
- Рихард Хулсенбек — Швајцарска и Њемачка
- Марсел Јанко — Швајцарска (рођен у Румунији)
- Клемент Пансаерс — Белгија
- Франсис Пикабија — Швајцарска, САД и Француска
- Мен Реј — САД и Француска
- Ханс Рихтер — Њемачка, Швајцарска и САД
- Курт Швитерс — Њемачка
- Софи Тојбер-Арп — Швајцарска
- Тристан Цара — Швајцарска и Француска (рођен у Румунији)
- Беатрис Вуд — САД и Француска

## Цитати
- “Дадаиста се бори против агоније времена и против опијености смрћу...” Хуго Бал
- "Поштење, Домовина, Морал, Породица, Уметност, Религија, Слобода, Братство, некада су одговарали човековим потребама. Сада од тога није остало ништа осим скелета конвенција... треба усавршити велики негативан посао деструкције. Ми морамо чистити и прати". Тристан Цара
- "Дада је желела да сруши обману разума и да открије неразуман поредак". Жан Арп
- "Дадаиста сматра да је неопходно устати против уметности, зато што је он прозрео њену превару као модерног сигурносног вентила". Хулсенбек